# Sambeng (Kasiman)
Sambeng is een bestuurslaag in het regentschap Bojonegoro van de provincie Oost-Java, Indonesië. Sambeng telt 3851 inwoners (volkstelling 2010).